# Rebel Wilson
Melanie Elizabeth Bownds (Sydney, 2 de março de 1980), mais conhecida como Rebel Wilson, é uma atriz, escritora, produtora e comediante australiana. Ela ganhou reconhecimento por seu papel "Fat Amy", na série de filmes de comédia musical Pitch Perfect (2012–2017).
Ela ´também atuou em filmes como, Bridesmaids, A Few Best Men, What to Expect When You're Expecting, Struck by Lightning, Quatro Amigas e um Casamento, Night at the Museum: Secret of the Tomb e Como Ser Solteira. Em 2013, ela estrelou a série de comédia Super Fun Night, que durou uma temporada. No mesmo ano, apresentou o MTV Movie & TV Awards.
Em 2019, Wilson teve seus primeiros papéis principais nos filmes Isn't It Romantic e The Hustle, e também atuou no longa Jojo Rabbit, e na versão cinematográfica do musical Cats. Em 2021, foi listada como uma das 100 Mulheres mais influentes da BBC. Em 2022, ela estrelou e produziu o filme da Netflix Senior Year.

## Biografia
Melanie Elizabeth Bownds, nasceu em 2 de março de 1980, em Sydney, Nova Gales do Sul. Seus pais são adestradores de cães profissionais e juízes de exposições caninas. Wilson tem três irmãos: as irmãs Liberty e Annaleise, e um irmão, Ryot. Liberty e Ryot apareceram na primeira temporada do The Amazing Race Australia em 2011, onde foram o primeiro time eliminado. Durante a adolescência, Rebel trabalhou como atendente em um cinema em Castle Hills. Ela frequentou a Universidade de Nova Gales do Sul, graduando-se em 2009, com bacharelado em artes (teatro e estudos performáticos).

### Carreira
Em 2002, ela ingressou no ATYP (Teatro Australiano para Jovens) em Sydney, e chamou a atenção com sua comédia musical The Westie Monologues, que ela escreveu, estrelou e produziu. Em 2003, através do ATYP, ela ganhou uma bolsa de estudos para estudar teatro em Nova York, que foi financiada pela atriz Nicole Kidman.
Rebel começou a aparecer na série de comédia australiana Pizza, e entre 2006 e 2007, fez várias aparições na série de comédia The Wedge. Em 2008, Wilson escreveu, produziu e estrelou a série de comédia musical Bogan Pride, e atuou nos programas de de comédia improvisada Monster House e Thank God You're Here. Em 2009, ela ganhou o prêmio Tropfest de Melhor Atriz pelo seu papel em Bargain, e fez uma aparição na série policial City Homicide. Em 2010, assinou com um agente de talentos, e se mudou para os Estados Unidos, onde fez comédia de improviso na Upright Citizens Brigade, em Los Angeles, e conseguiu um papel no filme Bridesmaids. No mesmo ano, apareceu nas séries Rules of Engagement e Workaholics.
Em 2012, Wilson teve um papel na comédia romântica What to Expect When You're Expecting, como Janice, e atuou no filme independente Struck By Lightning. Também dublou um personagem em Ice Age: Continental Drift, e interpretou a personagem "Fat Amy" na comédia musical Pitch Perfect, onde ela ganhou popularidade, recebeu elogios da crítica e ganhou várias indicações e prêmios, como, dois  MTV Movie Awards, um de Atriz Revelação em Filme, e outro de Melhor Momento Musical, dividido com seus colegas de elenco.

## Vida pessoal
Rebel e o ator britânico Matt Lucas, se conheceram nas gravações de Bridesmaids, e viveram juntos em West Hollywood, de 2012 a 2015. Em junho de 2022, ela se assumiu LGBT, e revelou que estava em um relacionamento com Ramona Agruma. Em novembro de 2022, ela anunciou o nascimento de sua filha, nascida de barriga de aluguel.

### Controvérsias
Em julho de 2011, Wilson tornou-se porta-voz do programa de perda de peso e nutrição Jenny Craig na Austrália, após perder 10 quilos seguindo os passos do programa, mas em fevereiro de 2013, o acordo foi rescindido. Mais tarde, ela revelou que no contrato de Pitch Perfect 2, foi incluída uma clausula que estabelecia que ela deveria permanecer "gorda" até o fim da produção. Em 2020, Wilson perdeu 27 kg, além de dieta e exercícios, ela revelou fazer uso do ozempic.
 

Em abril de 2024, Wilson publicou seu livro de memórias, Rebel Rising. Em um dos capítulos, ela relatou ter sido assediada sexualmente pelo ator Sacha Baron Cohen no set do filme Grimsby, e que durante uma cena de sexo, ele teria ficado nervoso após ela se recusar a ficar nua. Baron Cohen negou essas alegações através de um porta-voz. Após este episódio, a publicação foi adiada no Reino Unido, e partes associadas a este assunto foram editadas.